# San Andrés Dinicuiti
San Andrés Dinicuiti là một đô thị thuộc bang Oaxaca, México. Năm 2005, dân số của đô thị này là 2114 người.